# Cave (Italia)
Cave è un comune italiano di 10 895 abitanti della città metropolitana di Roma Capitale nel Lazio.

## Geografia fisica

### Territorio

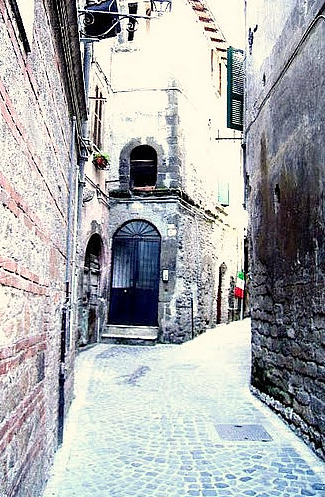
Via del paese

Cave è ai piedi dei Monti Prenestini, circondata da boschi di castagno e ceduo. Il punto più elevato del territorio comunale, in gran parte collinare (300 m s.l.m.), si raggiunge con i 450 m s.l.m. della Montagnozza.

### Clima
A Cave ci sono 4 stazioni meteorologiche: Cave Morino, Cave San Giuseppe, Cave Speciano e Cave Rio.
- Classificazione climatica: zona D, 1926 GR/G

## Storia
Cave fu uno dei più antichi castelli del medioevo nel Lazio. Fu feudo dei Colonna; vi si conservano alcuni avanzi medioevali di molta importanza, fra cui le vestigia dell'antico castello e delle sue mura.
I primi abitanti del territorio, che dimoravano in sparsi casolari, erano degli agri praenestini incolae. Tutto il territorio di Cave nel Medioevo era chiamato territorium Trebanense, come si riporta in Memorie Cavesi la prima storia della città, scritta nel 1941 da mons. Nazzareno Marianecci.. Qui nel Medioevo, verso la contrada Campo-Cannetaccia, esisteva un castello (oppidum) col nome di Castrum Trebanum; sempre qui, secondo un documento del secolo V, esisteva la "Via Trivana" o "Trebana". L'antico territorium Trebianum col suo Trebium doveva essere nella località Cruci, dove il territorio di Cave confina con quelli di Valmontone e di Genazzano: qui l'antica via Trebana, Morino-Potano-Valli, s'immetteva nella Prenestina delle Selci proveniente da Preneste, formando un trivio, da cui forse viene il nome Trebium.
Nel secolo X, a circa un miglio da Castrum Trebanum verso Preneste, dove erano state aperte le cave di pozzolana e tufo, si stava formando una nuova comunità abitativa: da Cavarum Terra deriva l'attuale etimologia "Cave". Probabilmente lo sviluppo di questa comunità fece abbandonare, qualche secolo più tardi, Castrum Trebanum, lasciandolo in completa rovina.
Nel 1117 in Castrum Trebanum stazionò per qualche giorno papa Pasquale II che da Anagni si recava a Palestrina a consacrare la cattedrale di Sant'Agapito martire.
Durante la guerra tra l'imperatore Carlo V d'Asburgo e il re di Francia Francesco I di Valois, i Colonna presero le parti degli imperiali, mentre papa Clemente VII si schierò con i francesi.
Un monitorio papale del 7 novembre 1526, contro i Colonna non bastò a fermarli.
Nel dicembre 1526 Clemente VII ordinò di armare un esercito, comandato dal capitano di ventura Vitellozzo Vitelli e dal legato pontificio Agostino Trivulzio, che rase al suolo quattordici feudi laziali dei Colonna, tra cui Marino, Zagarolo, Gallicano, Artena, Subiaco e Cave.
Durante la Guerra del sale, combattuta tra lo Stato Pontificio, sotto papa Paolo IV, e la Spagna, dal settembre 1556 al settembre 1557, Cave fu risparmiata dai combattimenti e dai saccheggi, che invece non risparmiarono i centri vicini come Palestrina. Anzi, le trattative finali tra i contendenti si svolsero a Cave, dove fu firmata la pace il 14 settembre 1557.
Dal 1556 Cave fece parte del Ducato di Paliano, retto fino al 1561 da Giovanni Carafa, successivamente da membri della famiglia dei Colonna.
Nel 1854 i Colonna (famiglia) vendettero il loro palazzo alla benestante famiglia Gramiccia, di Cave.
Nel 1880, il cardinale Antonio Saverio De Luca, vescovo diocesano, con proprio decreto proclamava la Madonna del Campo patrona primaria di Cave insieme a san Lorenzo: «Patronam aeque principalem Cavarum cum sancto Laurentio levita et martyre…».
Dopo il primo conflitto mondiale, il palazzo Colonna venne adibito a caserma dei Carabinieri; durante il secondo conflitto mondiale, vi alloggiarono i soldati.
Nel 1943 il palazzo Colonna fu venduto da Mimì Clementi-Finzi a David Mazzoni.

### Simboli
Il gonfalone è un drappo di azzurro

## Monumenti e luoghi d'interesse

### Architetture religiose
- Santuario di San Lorenzo Martire (X secolo).
- Chiesa e convento agostiniano di Santo Stefano (XVIII secolo, sorta su una chiesa del XV secolo, ancora accessibile).
- Chiesa e convento francescano di San Carlo Borromeo (XVII secolo).
- Insigne collegiata di Santa Maria Assunta (XVII-XVIII Sec.).
- Basilica Petriana e santuario della Madonna del Campo (VI-XVIII secolo).
- Chiesa di San Pietro (XIII secolo).
- Chiesa di Sant'Anatolia (XIV secolo).
- Chiesa di Santa Maria in Plateis "della Cona" (XIV-XV secolo).

### Architetture civili
- Palazzo Colonna e torre (mastio dell'antico castello cavense).
- Palazzo Leoncelli (in cui fu stipulato il trattato di pace di Cave).
- Palazzo Mattei (attuale sede del Museo Civico "Lorenzo Ferri").
- Villetta Ortensia (attuale sede della biblioteca comunale).
- Villini in stile Liberty.
- Teatro Comunale.
- Anfiteatro Comunale.

### Aree naturali
- Villa Clementi e Fonte di S. Stefano, monumenti naturali del Lazio.[11]

### Altro
- Parco "Salvo D'Acquisto"
- Parco "Le Fontane Azzurre"
- Ponticello sul Rio (medievale)
- Ponte Vecchio (1827)
- Ponte Nuovo (1903)

## Società

### Evoluzione demografica
Abitanti censiti

### Etnie e minoranze straniere
Secondo i dati ISTAT al 31 dicembre 2013 la popolazione straniera residente era di 1 231 persone. Le nazionalità più rappresentate erano::
- Romania: 683
- Nigeria: 125
- Albania: 92
- Ucraina: 42
- Marocco: 40
- Polonia: 29
- Bulgaria: 28
- Moldavia: 22

## Cultura

### Istruzione

#### Scuole
Oltre alle scuole dell'obbligo, a Cave sono presenti un Istituto Alberghiero, un Liceo Artistico e un Centro Provinciale di Formazione Professionale.

#### Musei
- "Museo Civico Città di Cave", composto da tre sezioni museali:
  - Museo Lorenzo Ferri e Presepe Monumentale: compreso nel Sistema Museale Territoriale dei Monti Prenestini e Valle del Giovenzano (Pre.Gio.), è dedicato allo scultore, restauratore e sindonologo Lorenzo Ferri (1902-1975). Lo scultore fu chiamato a Cave per la realizzazione di diverse opere in bronzo da Monsignor Lorenzo Castellani, profondo amante dell'arte. Grazie a lui, sono state rinvenute molte opere di Lorenzo Ferri, poi collocate nel Museo di Cave.
  - Museo della Cultura Contadina - Tabacco e Baco da seta (in fase di realizzazione).
  - Museo Archeologico (in fase di realizzazione).

#### Biblioteca Comunale
Situata presso "Villetta Ortensia", è specializzata negli indirizzi di musica e storia locale.

### Eventi
- Venerdì Santo: rievocazione storico-religiosa con processione e quadri viventi (500 figuranti).
- 27 aprile: festa patronale della Madonna del Campo.
- 10 agosto: festa patronale di san Lorenzo.
- Corpus Domini: infiorata.
- Seconda quindicina di giugno: premio letterario "Città di Cave".
- Secondo fine settimana di settembre: rievocazione storica (con corteo e palio) del Trattato di Pace di Cave del 1557.
- Novembre in musica: santa Cecilia.

## Economia

### Agricoltura
Il Marrone di Cave è stato indicato tra i prodotti agroalimentari tradizionali del Lazio (numero 156).

## Infrastrutture e trasporti

### Strade
È attraversata dalla Strada statale 155 di Fiuggi che collega Frosinone a Roma, mentre la SP 52/b collega Cave a Rocca di Cave. Un'altra strada provinciale collega Cave al Casello autostradale e alla stazione ferroviaria di Valmontone.

### Mobilità urbana ed extra urbana
Il comune di Cave è collegato tramite le linee Cotral per Roma (Anagnina e Ponte Mammolo), per i campus scolastici di Palestrina e Colleferro e per i comuni di Filettino, Genazzano, Fiuggi e comuni limitrofi mentre le navette gestite da Cilia Italia S.r.l. collegano il comune alla stazione FS di Valmontone.

## Amministrazione
Il 1º agosto 2003 Carlo Azeglio Ciampi, presidente della Repubblica Italiana, con proprio decreto ha elevato Cave al titolo di città.

### Sindaci
| Periodo        | Periodo        | Primo cittadino   | Partito                             | Carica                    | Note |
| -------------- | -------------- | ----------------- | ----------------------------------- | ------------------------- | ---- |
| 6 giugno 1993  | 27 aprile 1997 | Maurizio Mattei   | lista civica                        | Sindaco                   |      |
| 27 aprile 1997 | 7 giugno 2003  | Paolo Pasquazi    | centrodestra                        | Sindaco                   |      |
| 7 giugno 2003  | 12 giugno 2004 | Fausto Gianni     |                                     | Commissario straordinario |      |
| 13 giugno 2004 | 6 giugno 2009  | Massimo Umbertini | centrodestra                        | Sindaco                   |      |
| 7 giugno 2009  | 25 maggio 2014 | Massimo Umbertini | lista civica                        | Sindaco                   |      |
| 26 maggio 2014 | 26 maggio 2019 | Angelo Lupi       | lista civica Con Cave bene comune   | Sindaco                   |      |
| 27 maggio 2019 | in carica      | Angelo Lupi       | lista civica Cave città bene comune | Sindaco                   |      |

### Gemellaggi
Cave è gemellata con:
- Le Cateau-Cambrésis

### Altre informazioni amministrative
- Fa parte della Comunità montana Castelli Romani e Prenestini.

## Sport
Atletica
- ASD Atletica Cave

Pallacanestro
- Basket Cavese 93 che nel 2019-2020 milita nel campionato maschile di Serie D.[14]

### Impianti sportivi
A Cave sono presenti numerosi impianti sportivi: una piscina privata con palestra, dove sono praticabili diverse attività sportive; lo stadio "Luigi Ariola", dove la U.S. Cavese 1919, società affiliata all'A.C. Milan, milita in Prima Categoria e il suo settore giovanile giocano a calcio; diversi campetti da calcetto; due campi da tennis; uno stadio di basket; inoltre la palestra dell'Istituto Comprensivo "Via Giulio Venzi 11" ospita l'attività del Volley Cave che, oltre al fortissimo settore giovanile (numerosi trofei a livello di Under 14/16/18 femminile), vanta una squadra femminile nel campionato professionistico di B2.